# Monte del Passeggio
Monte del Passeggio è il rilievo più elevato dei monti Ernici situato al confine del Lazio con l'Abruzzo, tra la provincia di Frosinone e quella dell'Aquila. 

## Descrizione
Il rilievo domina i territori comunali di Alatri (FR), Veroli (FR), San Vincenzo Valle Roveto (AQ) e Morino (AQ).
Confina con il Pizzo Deta che segna il confine dell'Abruzzo con il Lazio, il monte Pratillo e il monte Ginepro costituendo la parte meridionale del gruppo montuoso degli Ernici, noto anche come gruppo Pratelle-Prato di Campoli.